# العرقوب (نجم)
تعديل مصدري - تعديل  
أو بيتا الرامي Beta Sagittarii اسمه التقليدي Arkab مشتق من الاسم العربي  وهو نظام نجمي في كوكبة الرامي. يفصل بين النجمين العرقوب الرئيسي والخلفي 0.36 درجة في السماء .
يبعد العرقوب الرئيسي مسافة 378 سنة ضوئية عن الأرض يتألف من العرقوب الرئيسي أ الذي وينتمي إلى الفئة الطيفية B9 وهو نجم نسق أساسي قدره الظاهري +3.96 ويفصله عن العرقوب الرئيسي ب 28 ثانية قوسية وقدره الظاهري +4.27 أما العرقوب الخلفي يبعد عن الأرض 137 سنة ضوئية وله قدر ظاهري +4.27 وهو عملاق ينتمي إلى الفئة الطيفية F2